# Laio (tragedia)
Laio è una tragedia, oggi perduta, composta da Eschilo nel V secolo a.C. Essa era la prima parte di una trilogia di opere, cui seguivano l'Edipo e i Sette contro Tebe (unica opera che ci è rimasta).

## Trama
L'opera era incentrata sulla figura di Laio, sposo di Giocasta e padre di Edipo.

Della tragedia, comunque, è rimasto un solo frammento, in cui viene descritto l'assassinio di Laio da parte di uno sconosciuto (che in seguito si scoprirà essere il figlio Edipo). Probabilmente, secondo la concezione eschilea della trilogia, nel Laio il sovrano era punito per una sua hybris, forse l'essersi unito a Giocasta nonostante l'oracolo di Apollo gli avesse predetto che il figlio che sarebbe nato lo avrebbe ucciso: in questo modo, si avviava la catena della maledizione dei Labdacidi che terminava nei Sette contro Tebe.

A giudicare dalle informazioni su Edipo contenute in quest'ultima tragedia, si potrebbe pensare che Laio, morendo, lanciasse una maledizione proprio sul suo assassino, ossia suo figlio, così come Edipo maledice i propri figli.